# Негатив
Негатив във фотографията е най-общо тонално обърнато (по цвят и осветеност) изображение на сниман обект, но може да се нарекат три неща (А., Б. и В.), които да имат връзка по един или друг начин.
Първият негатив е бил направен от Жозеф Ниепс (френски: Joseph Niépce) през май 1816 година , а първата цялостна снимка е била на живописен портрет на папа Пий VII, снета през 1822. През 1824 е бил заснет първият пейзаж с камера обскура, която само по физически принципи напомня сегашната камера и е била изработена негативна плака върху литографска плоча покрита с битумен, която е била проявена до негатив. Едва през 1828 – 1831 е изобретена втората стъпка – втори негативен процес, за обръщане на образа и показване на позитивно изображение.

## Негатив
Филмът за 35-mm камери е дълга тясна ивица, покрита с фотохимически активна смес и нанесена върху целулоидна лента. С моментно излагане на лентата на светлина, идваща през обектива на апарата от обекта, който заснемаме, се променя химичната структура на веществата върху лентата. Следва прехвърляне на филма и излагане на неосветена лента до изразходване на лентата. Когато се проявява филмът, той представлява дълга лента от малки негативи. Лентата се нарязва на по-малки отрязъци за по-лесно боравене. Всеки един от тези по-малки отрязъци обикновено съдържа от един до няколко тонално обърнати образи, които се наричат негативи. Тези негативи са един вид матрица за отпечатване на други копия.

## Негативно изображение
От оптична гледна точка негатив е тоналната инверсия (тонално обръщане) на цветовете и осветеността на изходящия образ, като светлите части са потъмнени и обратно, а при цветния негатив освен това се наблюдават инверсирани цветове; всеки един цвят на оригинала е представен от допълнителния му цвят, ; така например червените участъци изглеждат синьо-зелени, зелените – цикламени, а виолетовите-жълти. През 1931 Международната комисия по осветлението (френски:  Commission Internationale de l´Eclairage) е приела модел за стандартизация на светлинните тонове, като е определила първичните три цвята: червен (λ=700.0 nm), зелен с дължина на вълната (λ=546.1 nm) и син (λ=435.8 nm), както и алгоритъм за изчисление дължината на вълната на всички останали цветове.

## Негативен филм
По стечение на обстоятелствата много фотографски процеси създават няколко негативни изображения: химикалите, участващи в процесите се видоизменят при излагане на светлина и при проявяването им тези изложени на светлината химикали стават непрозрачни в права пропорционалност на количеството погълната от тях светлина – колкото повече светлина са погълнали, толкова по-непрозрачни. После неизложените на светлина химикали лесно биват измити от лентата, оставяйки фиксирани тъмни петна с различа степен на непрозрачност. При повторно осветяване на друга фото-химически активна среда (например фотохартия) със светлина, прекарана през първия негатив, по силата на логиката на първия процес, се получава негатив на негатива – тоест позитивен образ върху крайното местопредназначение – хартия, филм или друга медия. В известен смисъл фотографията поради това е двустепенен процес.

### Диапозитив
При нужда да се направят диапозитиви, съществува специален фотохимичен процес, изработен за изпълнение на тези цели, който извършва двустепенното фотохимично превръщане в една стъпка, като след измиване на лентата, върху нея остава позитивен образ. Процесът на заснемане е сравнително лесен за опитен фотограф с добър филм и камера, Процесът на проявяване на диаозитиви се нарича E-6. неавтоматичното проявяване на филма е изкуство.